# Franco Roberti
Franco Roberti (ur. 16 listopada 1947 w Neapolu) – włoski prawnik i samorządowiec, w latach 2013–2017 krajowy prokurator antymafijny, poseł do Parlamentu Europejskiego IX kadencji.

## Życiorys
Ukończył studia prawnicze, od 1975 był związany z włoskimi organami ścigania oraz wymiarem sprawiedliwości. Był m.in. sędzią w Sant’Angelo dei Lombardi i zastępcą prokuratora w Neapolu, gdzie zajmował się przestępczością zorganizowaną i przestępczością w administracji publicznej. Stopniowo awansował w strukturze prokuratury, pełniąc różne funkcje w sekcjach prowadzących działalność antymafijną. Prowadził i nadzorował główne postępowania przeciwko członkom organizacji przestępczych z Neapolu i okolic Caserty.
W 2013 Najwyższa Rada Sądownictwa powołała go na urząd krajowego prokuratora antymafijnego. Sprawował go do czasu przejścia na emeryturę w 2017.
Został potem doradcą ministra spraw wewnętrznych do spraw terroryzmu i zorganizowanej przestępczości. W 2018 otrzymał nominację na asesora we władzach regionu Kampania. W 2019 został liderem jednej z list regionalnych Partii Demokratycznej w wyborach europejskich. W wyniku głosowania z maja tegoż roku został wybrany na eurodeputowanego IX kadencji.
Odznaczony Orderem Zasługi Republiki Włoskiej I klasy (2017).